# Kino Mír 70 Krnov
Kino Mír 70 Krnov je jediné jednosálové[zdroj?] kino ve slezském městě Krnov.

## Historie
Prvopočátky promítání filmů v Krnově sahají až do roku 1897. První stále kino bylo provozováno v Dělnickém domě, který sloužil jako místo stálého promítání od roku 1917. V roce 1938 převzalo provoz kina město, roku 1948 bylo přejmenováno na kino Demokracie. V letech 1959–1961 byla pod vlivem trendu rozvoje širokoúhlého filmu kino rekonstruováno (dle návrhu architekta Lubomíra Šlapety) a nově vybaveno technikou promítací a zvukovou. Kino bylo tehdy přejmenováno na Panorama Mír, později po vybavení projekcí 70mm filmů v roce 1969 na název Kino Mír 70.[zdroj?]

## Současnost
V současnosti[kdy?] je kino kulturní dominantou města Krnova s pravidelným provozem, dvěma sály a kavárnou. Počet míst v hlavním sále je 322, menší sál pojme 20 diváků. Jeho provoz zajišťuje Městské informační a kulturní středisko Krnov. Poslední rekonstrukce proběhla v roce 2020, kdy byl v kině nainstalován nový zvukový systém Dolby Atmos.

## Festival
Od roku 2006 vznikl v kině z iniciativy vedoucího kina a propagátora filmu Pavla Tomeška festival 70mm filmů, neboť kino bylo jedno z mála, které bylo pro tento typ projekce vybaveno. V roce 2016 byl festival přejmenován na Krrr a změnil vizuální styl. Festivalu se pravidelně účastní okolo 200 diváků a zájemců o nestandardní typ projekce.

## Galerie

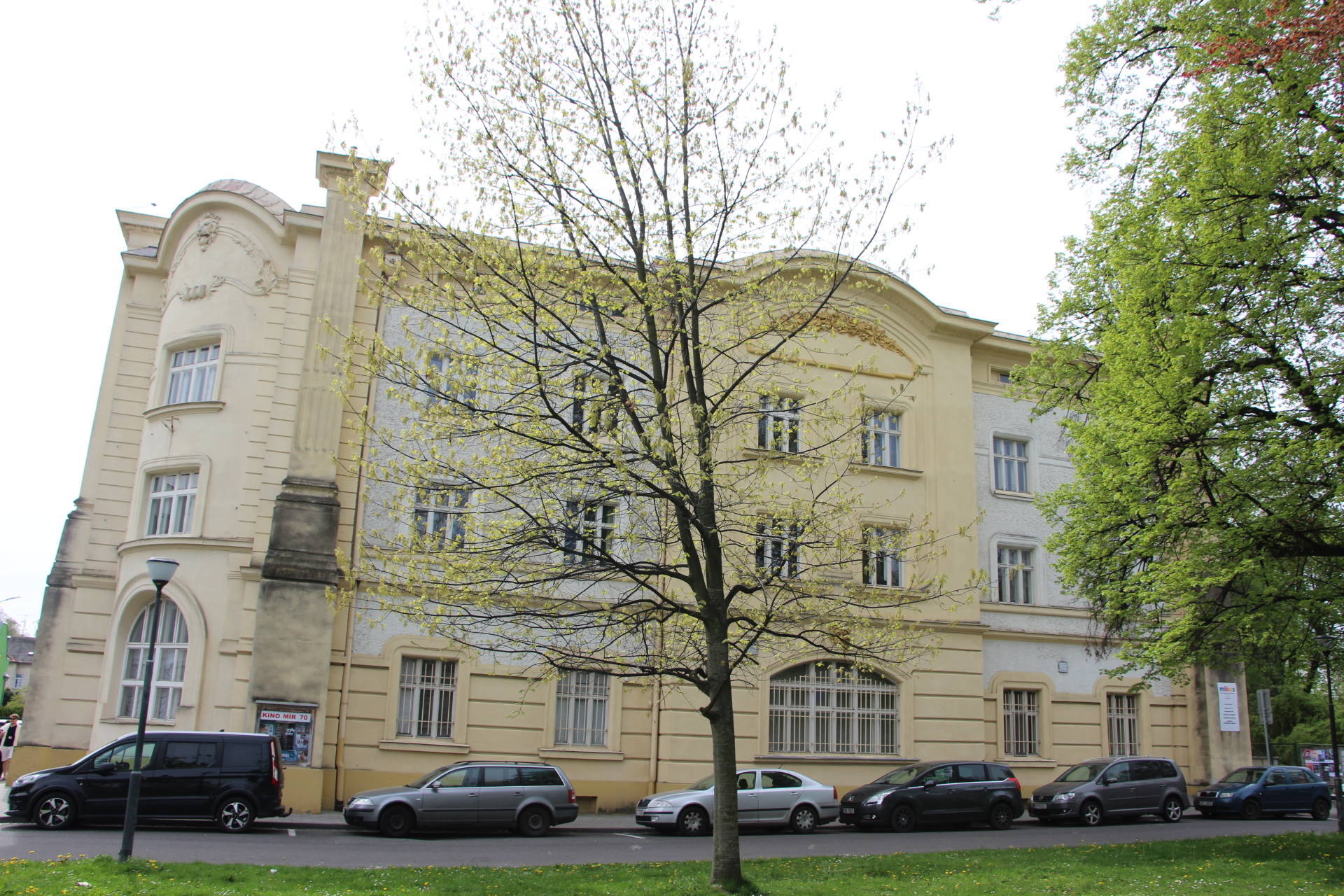
Budova dělnického domu, dnes kina
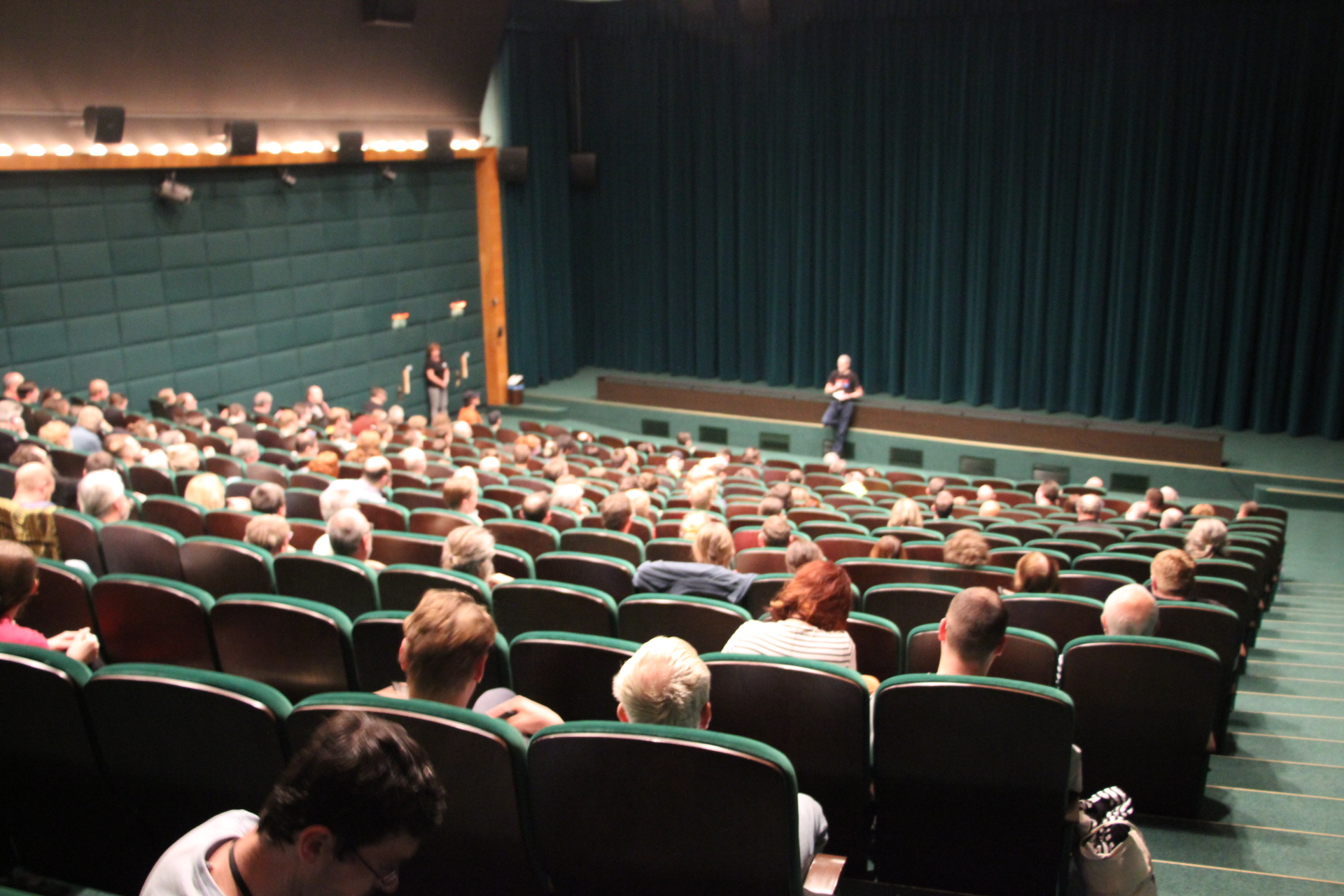
Sál kina
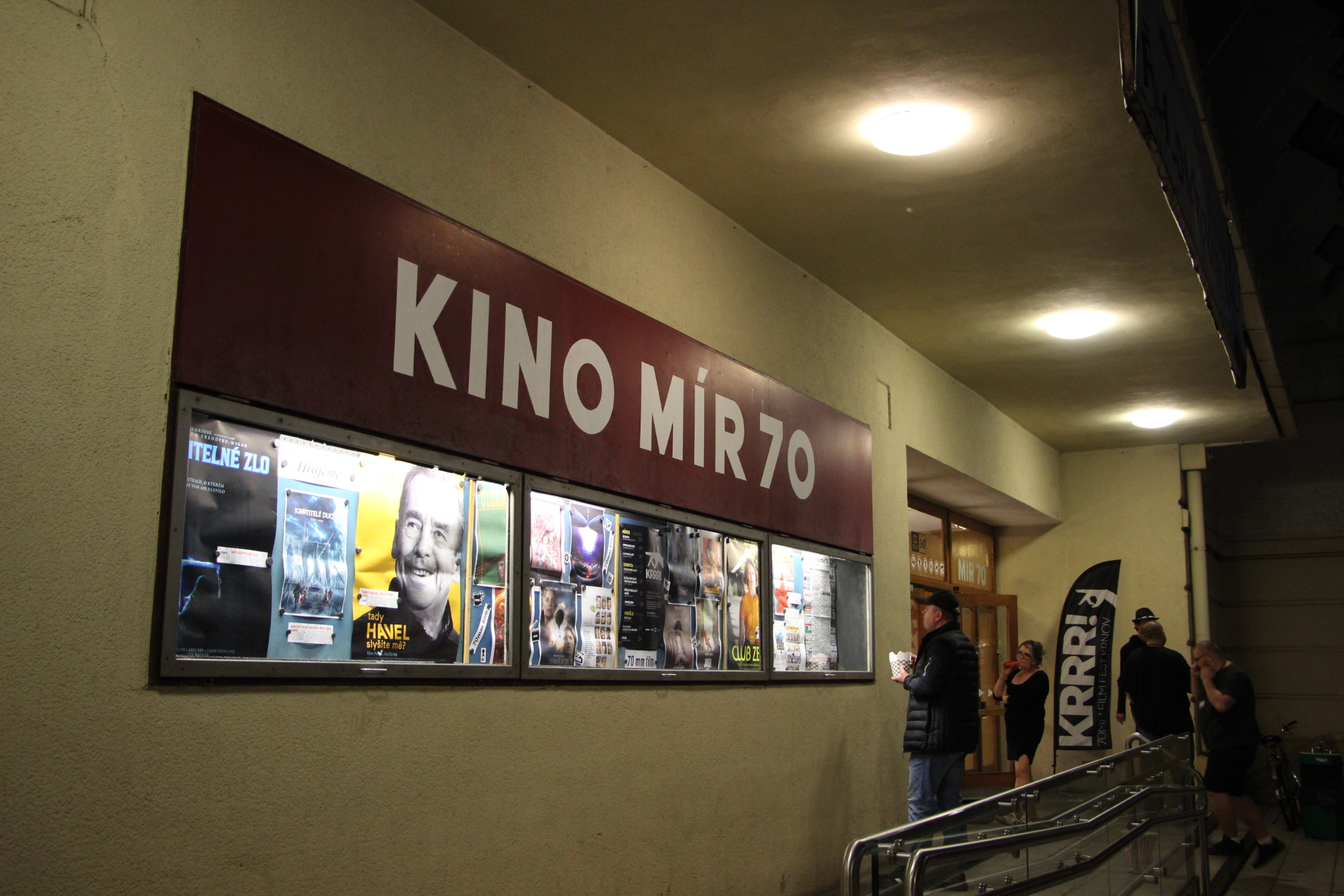
Vitrína
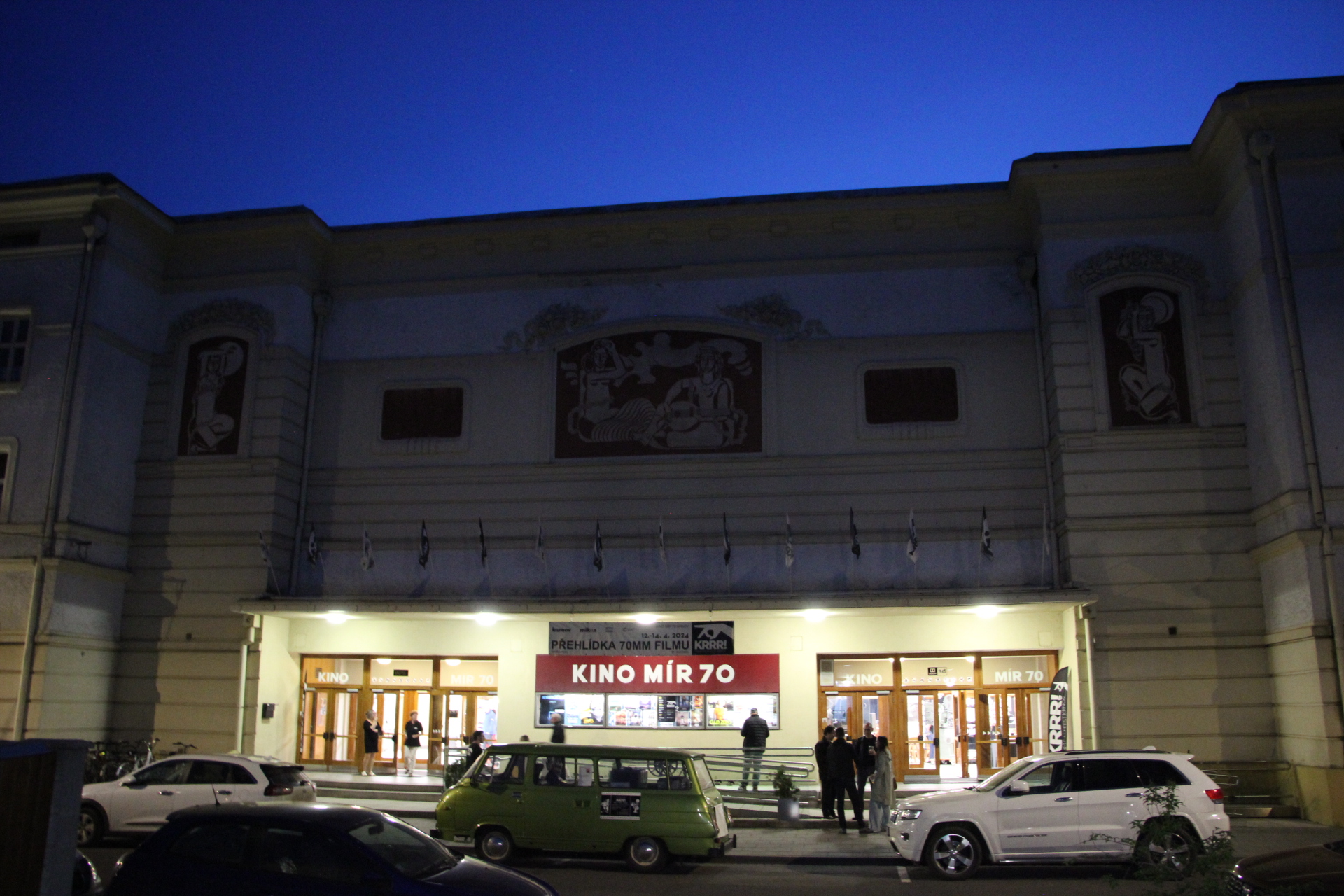
Vstup do budovy
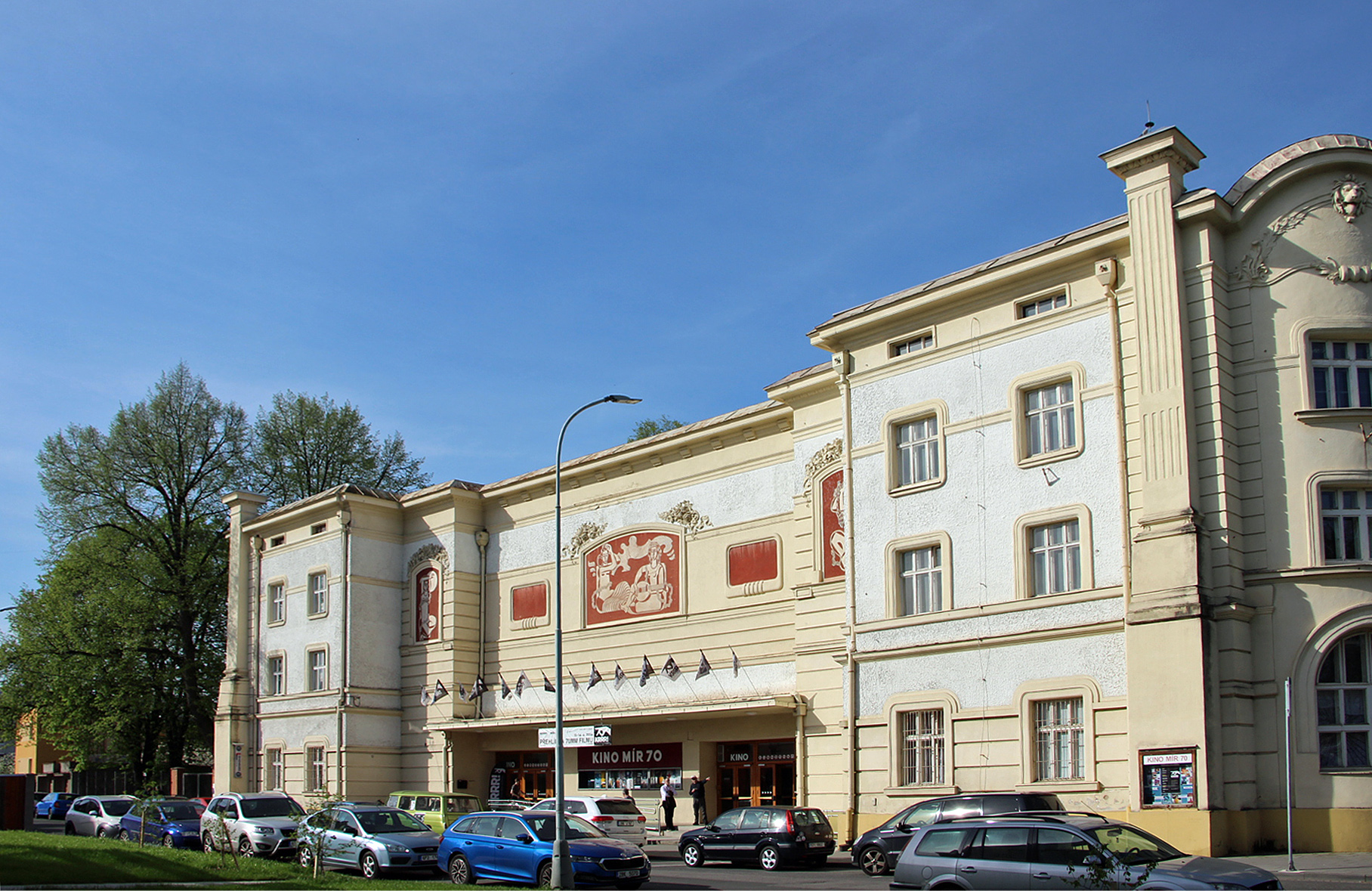
Celkový pohled
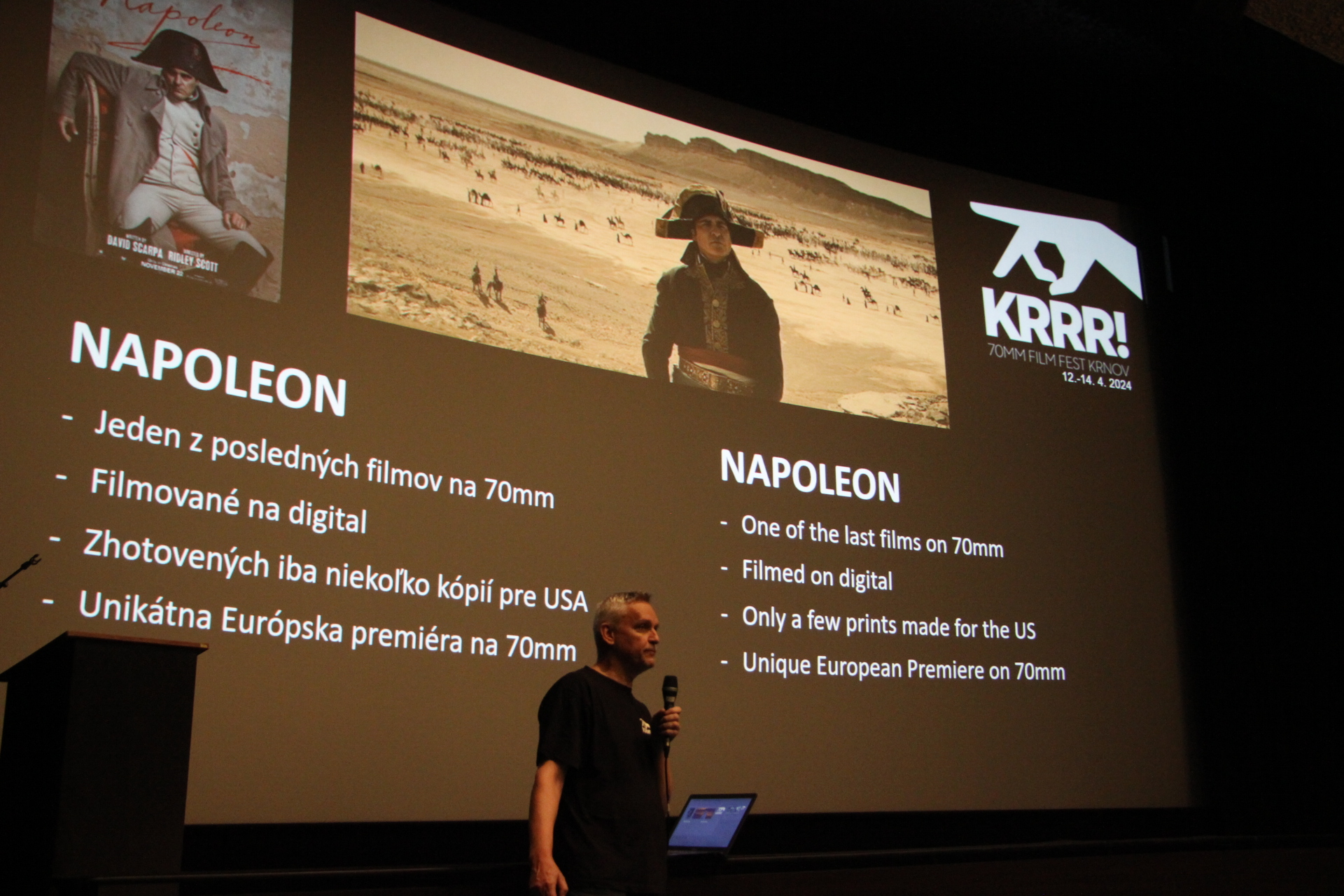
Přednáška na festivalu Krrr
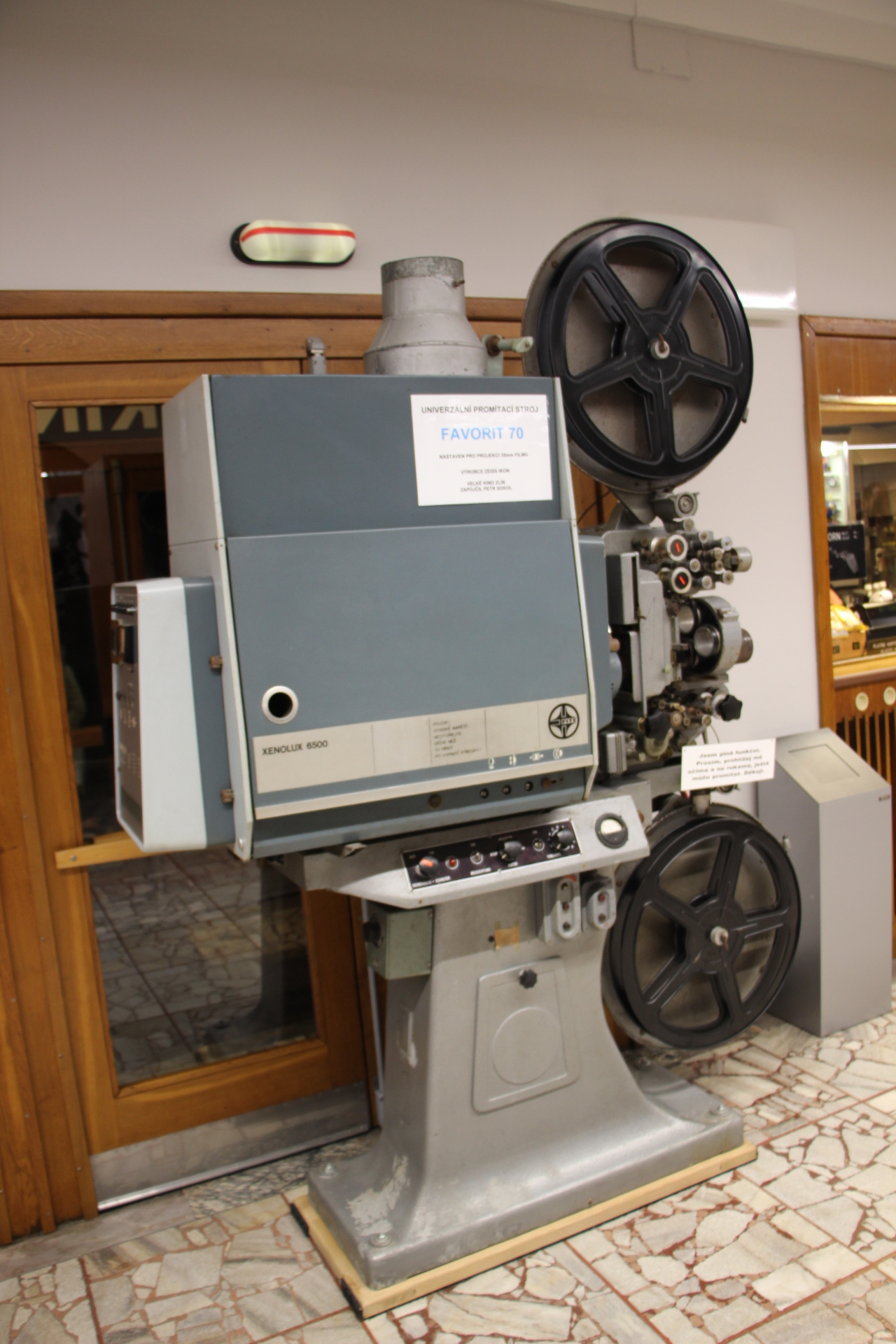
Ukázka promítací techniky